# Torresmenudas
Torresmenudas és un municipi de la província de Salamanca a la comunitat autònoma de Castella i Lleó. Limita al Nord amb Zamayón i Valdelosa, a l'Est amb Forfoleda, al Sud amb Almenara de Tormes i a l'Oest amb Aldearrodrigo.

## Demografia
| 1991 | 1996 | 2001 | 2004 |
| ---- | ---- | ---- | ---- |
| 272  | 245  | 208  | 207  |